# USS Crevalle (SS-291)
USS Crevalle (SS/AGSS-291) là một  tàu ngầm lớp Balao từng phục vụ cùng Hải quân Hoa Kỳ trong Chiến tranh Thế giới thứ hai. Nó là chiếc tàu chiến duy nhất của Hải quân Hoa Kỳ được đặt cái tên này, theo tên một loài cá trong họ Carangidae. Nó đã phục vụ trong suốt Thế Chiến II, thực hiện tổng cộng bảy chuyến tuần tra, đánh chìm chín tàu Nhật Bản với tổng tải trọng 51.814 tấn. Được cho ngừng hoạt động sau khi xung đột chấm dứt vào năm 1946, nó được huy động trở lại để tiếp tục phục vụ trong cuộc Chiến tranh Lạnh từ năm 1951 đến năm 1962, và xếp lại lớp như một tàu ngầm phụ trợ AGSS-291 vào năm 1960. Con tàu cuối cùng bị bán để tháo dỡ vào năm 1971. Crevalle được tặng thưởng danh hiệu Đơn vị Tuyên dương Hải quân cùng bốn Ngôi sao Chiến trận do thành tích phục vụ trong Thế Chiến II.

## Thiết kế và chế tạo
Thiết kế của lớp Balao được cải tiến dựa trên  tàu ngầm lớp Gato dẫn trước, là một kiểu tàu ngầm hạm đội có tốc độ trên mặt nước cao, tầm hoạt động xa và vũ khí mạnh để tháp tùng hạm đội chiến trận. Khác biệt chính so với lớp Gato là ở cấu trúc lườn chịu áp lực bên trong dày hơn, và sử dụng thép có độ đàn hồi cao (HTS: High-Tensile Steel), cho phép lặn sâu hơn đến 400 ft (120 m). Con tàu dài 311 ft 9 in (95,02 m) và có trọng lượng choán nước 1.526 tấn Anh (1.550 t) khi nổi và 2.424 tấn Anh (2.463 t) khi lặn. Chúng trang bị động cơ diesel dẫn động máy phát điện để cung cấp điện năng cho bốn động cơ điện, đạt được công suất 5.400 shp (4.000 kW) khi nổi và 2.740 shp (2.040 kW) khi lặn, cho phép đạt tốc độ tối đa 20,25 hải lý trên giờ (37,50 km/h) và 8,75 hải lý trên giờ (16,21 km/h) tương ứng. Tầm xa hoạt động là 11.000 hải lý (20.000 km) khi đi trên mặt nước ở tốc độ 10 hải lý trên giờ (19 km/h) và có thể hoạt động kéo dài đến 75 ngày.
Tương tự như lớp Gato dẫn trước, lớp Balao được trang bị mười ống phóng ngư lôi 21 in (530 mm), gồm sáu ống trước mũi và bốn ống phía phía đuôi tàu, chúng mang theo tối đa 24 quả ngư lôi. Vũ khí trên boong tàu gồm một hải pháo 4 inch/50 caliber, một khẩu pháo phòng không Bofors 40 mm nòng đơn và một khẩu đội Oerlikon 20 mm nòng đôi, kèm theo hai súng máy .50 caliber. Trên tháp chỉ huy, ngoài hai kính tiềm vọng, nó còn trang bị ăn-ten radar SD phòng không và SJ dò tìm mặt biển. Tiện nghi cho thủy thủ đoàn bao gồm điều hòa không khí, thực phẩm trữ lạnh, máy lọc nước, máy giặt và giường ngủ cho hầu hết mọi người, giúp họ chịu đựng cái nóng nhiệt đới tại Thái Bình Dương cùng những chuyến tuần tra kéo dài đến hai tháng rưỡi.
Crevalle được đặt lườn tại Xưởng hải quân Portsmouth ở  Kittery, Maine vào ngày 24 tháng 6, 1943. Nó được hạ thủy vào ngày 22 tháng 2, 1943, được đỡ đầu bởi bà C. W. Fisher, và được cho nhập biên chế cùng Hải quân Hoa Kỳ vào ngày 24 tháng 6, 1943 dưới quyền chỉ huy của Hạm trưởng, Thiếu tá Hải quân Henry Glass Munson.

## Lịch sử hoạt động

### 1943
Sau khi hoàn tất việc chạy thử máy huấn luyện tại các vùng biển ngoài khơi New London, Connecticut và Newport, Rhode Island, Crevalle chuẩn bị để được điều động sang khu vực Mặt trận Thái Bình Dương. Nó khởi hành từ Căn cứ Tàu ngầm Hải quân New London, băng qua kênh đào Panama và trình diện để phục vụ cùng Hạm đội Thái Bình Dương, và đi đến Brisbane, Australia vào ngày 11 tháng 10, 1943.

#### Chuyến tuần tra thứ nhất
Sau khi được sửa chữa và tái trang bị tại Brisbane, rồi được tiếp thêm nhiên liệu tại  Darwin, Crevalle lên đường vào ngày 27 tháng 10 cho chuyến tuần tra đầu tiên tại các vùng biển Sulu và biển Đông. Vào ngày 15 tháng 11, nó đánh chìm chiếc tàu chở hành khách Kyokko Maru (6.783 tấn), rồi tại lối ra vào vịnh Manila ba ngày sau đó, nó lại phóng ngư lôi gây hư hại cho tàu sân bay hộ tống Lục quân Akitsu Maru (mà nó báo cáo nhầm là đã đánh chìm). Chiếc tàu ngầm tiếp tục tấn công thêm hai tàu buôn khác trước khi quay trở về căn cứ Fremantle, Australia vào ngày 7 tháng 12 để tái trang bị.

### 1944

#### Chuyến tuần tra thứ hai
Trong chuyến tuần tra thứ hai từ ngày 30 tháng 12, 1943 đến ngày 15 tháng 2, 1944 tại khu vực biển Đông, Crevalle đã tấn công một tàu ngầm Nhật Bản đang di chuyển ngầm vào ngày 7 tháng 1, nhưng các quả ngư lôi phóng ra đã kích nổ sớm. Hai ngày sau đó, nó đánh chìm một thuyền buồm bằng hải pháo. Trong các ngày 14 và 15 tháng 1, nó đã rải thủy lôi tại các lối ra vào cảng Sài Gòn, rồi đến ngày 26 tháng 1 đã đánh chìm tàu chở hàng Busho Maru (2.552 tấn). Chiếc tàu ngầm tiếp tục phá hủy một tàu tuần tra nhỏ bằng hải pháo vào ngày 11 tháng 2, rồi bốn ngày sau đó lại tấn công nhiều mục tiêu của một đoàn tàu vận tải mà không rõ kết quả. Nó kết thúc chuyến tuần tra khi quay trở về căn cứ Fremantle để được tái trang bị.

#### Chuyến tuần tra thứ ba
Lên đường vào ngày 4 tháng 4 cho chuyến tuần tra thứ ba tại khu vực biển Đông quen thuộc, Crevalle đã lần lượt đánh chìm tàu chở hàng Kashiwa Maru (976 tấn) vào ngày 25 tháng 4, rồi tàu chở dầu Nisshin Maru (16.801 tấn) vào ngày 6 tháng 5, trước khi nổi lên ngoài khơi đảo Negros, Philippines vào ngày 11 tháng 5 để thực hiện một nhiệm vụ đặc biệt. Chiếc tàu ngầm đã giúp di tản khỏi hòn đảo 40 người tị nạn, bao gồm 28 phụ nữ và trẻ em cùng 4 người sống sót sau khi trốn thoát khỏi Hành trình chết chóc Bataan; nó cũng đưa gia đình một nhà truyền giáo Hoa Kỳ, vốn sau khi thấy gia đình mình được an toàn đã quay trở lại đảo vào phút cuối để hoạt động cùng quân du kích. Sau khi chia sẻ cho quân du kích Philippines mọi dự trữ tiếp liệu sẵn có, Crevalle lên đường vào ngày 11 tháng 5 để quay trở lại Australia. Sau khi bị một đoàn tàu vận tải phát hiện ba ngày sau đó, nó đã phóng hết bốn quả ngư lôi còn lại vào đối thủ, rồi bị máy bay ném bom đối phương tấn công bằng mìn sâu làm hư hại radar và kính tiềm vọng. Chiếc tàu ngầm về đến Darwin an toàn vào ngày 19 tháng 5, và tiếp tục đi đến Fremantle để được tái trang bị.

#### Chuyến tuần tra thứ tư
Trong chuyến tuần tra thứ tư từ ngày 21 tháng 6 đến ngày 9 tháng 8 tại khu vực biển Đông và phía Bắc Philippines, Crevalle hoạt động trong thành phần một đội tấn công phối hợp "Bầy sói" vốn bao gồm ba tàu ngầm khác. Nó tham gia truy đuổi một đoàn tàu vận tải trong suốt 30 giờ vào các ngày 25 và 26 tháng 7, rồi tấn công gây hư hại cho tàu chở hàng Tosan Maruvà đánh chìm tàu chở hành khách Aki Maru (11.409 tấn) vốn đã hư hại bởi một đợt tấn công trước đó của "Bầy sói". Chỉ hai ngày sau đó, nó tiếp tục đánh chìm tàu chở hành khách Hakubasan Maru (6.650 tấn).

#### Chuyến tuần tra thứ năm
Sau khi được tái trang bị tại Fremantle, Crevalle lên đường vào ngày 1 tháng 9 cho chuyến tuần tra thứ năm. Vào ngày 11 tháng 9, khi nổi lên mặt nước sau một chuyến lặn, con tàu bất ngờ chìm nhanh xuống nước khiến một sĩ quan và một thủy thủ đang ở trên tháp chỉ huy bị cuốn trôi xuống biển, và nó lặn với cả hai cửa nắp tháp chỉ huy và phòng điều khiển không thể đóng, khiến bị ngập nước cho đến độ sâu 150 foot (50 m) lúc cửa nắp đóng lại được. Con tàu tiếp tục chúi mũi ở độ nghiêng 42 xuống đến độ sâu 190 foot (60 m); các phòng bơm, phòng điều khiển và tháp chỉ huy bị ngập nước hoàn toàn và mọi thiết bị điện đều không hoạt động. Sau cùng lấy lại được sự kiểm soát độ sâu, con tàu trồi lên mặt nước để tìm những người bị cuốn trôi, cứu vớt được người thủy thủ nhưng không tìm thấy Đại úy Hải quân Howard James Blind. Sự cố được xác định do bánh lái độ sâu ở đuôi tàu bất ngờ kẹt ở vị trí thấp tối đa, khiến con tàu chúi mũi bất ngờ; và Đại úy Blind đã cố bám lại tháp chỉ huy và chấp nhận hy sinh mình để đóng kín cửa nắp tháp chỉ huy, cứu được chiếc tàu ngầm. Đại úy Blind được truy tặng Huân chương Chữ thập Hải quân do sự hy sinh quên mình này.
Crevalle quay trở về Fremantle vào ngày 22 tháng 9 để sửa chữa, rồi tiếp tục quay về vùng bờ Tây, đi đến Xưởng hải quân Mare Island tại Vallejo, California để được đại tu. Sau khi hoàn tất, nó đi đến Trân Châu Cảng thuộc quần đảo Hawaii để tiếp tục được huấn luyện.

### 1945

#### Chuyến tuần tra thứ sáu
Rời Trân Châu Cảng vào ngày 13 tháng 3, 1945 cho chuyến tuần tra thứ sáu, Crevalle phục vụ tìm kiếm và giải cứu hỗ trợ các hoạt động không kích chuẩn bị cho trận Okinawa. Sau đó từ ngày 23 đến ngày 25 tháng 4, con tàu tiến hành một hoạt động nguy hiểm khi dò tìm một bãi thủy lôi được cho là đã rải tại lối tiếp cận phía Nam của eo biển Tsushima. 

#### Chuyến tuần tra thứ bảy
Sau khi được tái trang bị tại Guam thuộc quần đảo Mariana từ ngày 3 đến ngày 27 tháng 5, Crevalle lên đường cho chuyến tuần tra thứ bảy tại khu vực Đông Bắc biển Nhật Bản. Chiếc tàu ngầm đã lần lượt đánh chìm các tàu buôn Hokuto Maru (2.215 tấn) vào ngày 9 tháng 6, Daiki Maru (2.217 tấn) vào ngày 10 tháng 6, và Hakuzan Maru số 5 (2.217 tấn) vào ngày 11 tháng 6. Sau đó nó còn phá hủy hai thuyền buồm nhỏ vào ngày 13 tháng 6, và gây hư hại nặng cho tàu hộ tống Kasado vào ngày 22 tháng 6.
Sau khi quay trở về Trân Châu Cảng vào ngày 5 tháng 7 để được tái trang bị, Crevalle lại lên đường vào ngày 11 tháng 8 cho chuyến tuần tra tiếp theo. Tuy nhiên con tàu chưa đi đến khu vực tuần tra được chỉ định khi Nhật Bản chấp nhận đầu hàng vào ngày 15 tháng 8, giúp chấm dứt vĩnh viễn cuộc xung đột. Nó ghé đến Guam và Saipan trước khi về đến Trân Châu Cảng vào ngày 10 tháng 9, rồi tiếp tục hành trình ba ngày sau đó để quay trở về Hoa Kỳ, đi đến thành phố New York vào ngày 5 tháng 10.

### 1946
Sau khi được sửa chữa, Crevalle đi đến cảng nhà mới tại Căn cứ Tàu ngầm Hải quân New London ở New London, Connecticut vào ngày 27 tháng 3, 1946. Nó thực hiện chuyến đi đến vùng kênh đào Panama và quần đảo Virgin trước khi được cho xuất biên chế tại New London vào ngày 20 tháng 7, 1946, và được đưa về Hạm đội Dự bị Đại Tây  Dương.

### 1951 - 1962
Sau khi cuộc Chiến tranh Triều Tiên bùng nổ vào tháng 6, 1950, Crevalle được cho nhập biên chế trở lại vào ngày 6 tháng 9, 1951,  và tham gia các đợt huấn luyện, thực hành và tập trận hạm đội dọc theo vùng bờ Đông và vùng biển Caribe. Nó lại được cho xuất biên chế vào ngày 19 tháng 8, 1955 và đưa về thành phần dự bị tại New London, rồi nhập biên chế thêm một lần thứ ba vào ngày 11 tháng 4, 1957 để tiếp tục hoạt động dọc theo vùng bờ Đông và vùng biển Caribe cho đến năm 1960.
Crevalle được xếp lại lớp như một "tàu ngầm nghiên cứu phụ trợ" và mang ký hiệu lườn mới AGSS-291 vào năm 1960. Nó xuất biên chế lần sau cùng vào ngày 9 tháng 3, 1962, rồi được cho rút tên khỏi danh sách Đăng bạ Hải quân vào ngày 15 tháng 4, 1968. Con tàu cuối cùng bị bán để tháo dỡ vào ngày 17 tháng 3, 1971.

## Phần thưởng
Crevalle được tặng thưởng danh hiệu Đơn vị Tuyên dương Hải quân cùng bốn Ngôi sao Chiến trận do thành tích phục vụ trong Thế Chiến II. Nó được ghi công đã đánh chìm chín tàu Nhật Bản với tổng tải trọng 51.814 tấn.
| Bronze star |                                                       |
|             | Bronze star · Bronze star · Bronze star · Bronze star |

| Dãi băng Hoạt động Tác chiến  | Dãi băng Hoạt động Tác chiến                                            | Đơn vị Tuyên Dương Hải quân                                             | Đơn vị Tuyên Dương Hải quân          |
| Huân chương Chiến dịch Hoa Kỳ | Huân chương Chiến dịch Châu Á-Thái Bình Dương với 4 Ngôi sao Chiến trận | Huân chương Chiến dịch Châu Á-Thái Bình Dương với 4 Ngôi sao Chiến trận | Huân chương Chiến thắng Thế Chiến II |